# Avize
Avize település Franciaországban, Marne megyében. Lakosainak száma 1751 fő (2022. január 1.). Avize Cramant, Flavigny, Grauves, Oiry és Blancs-Coteaux községekkel határos.

## Népesség
A település népességének változása:
| Lakosok száma | 1980 | 1836 | 1680 | 1625 | 1806 | 1787 | 1740 | 1754 | 1752 | 1751 |
|               | 1968 | 1982 | 1990 | 2006 | 2013 | 2015 | 2017 | 2019 | 2020 | 2022 |